# 계기용 변압기

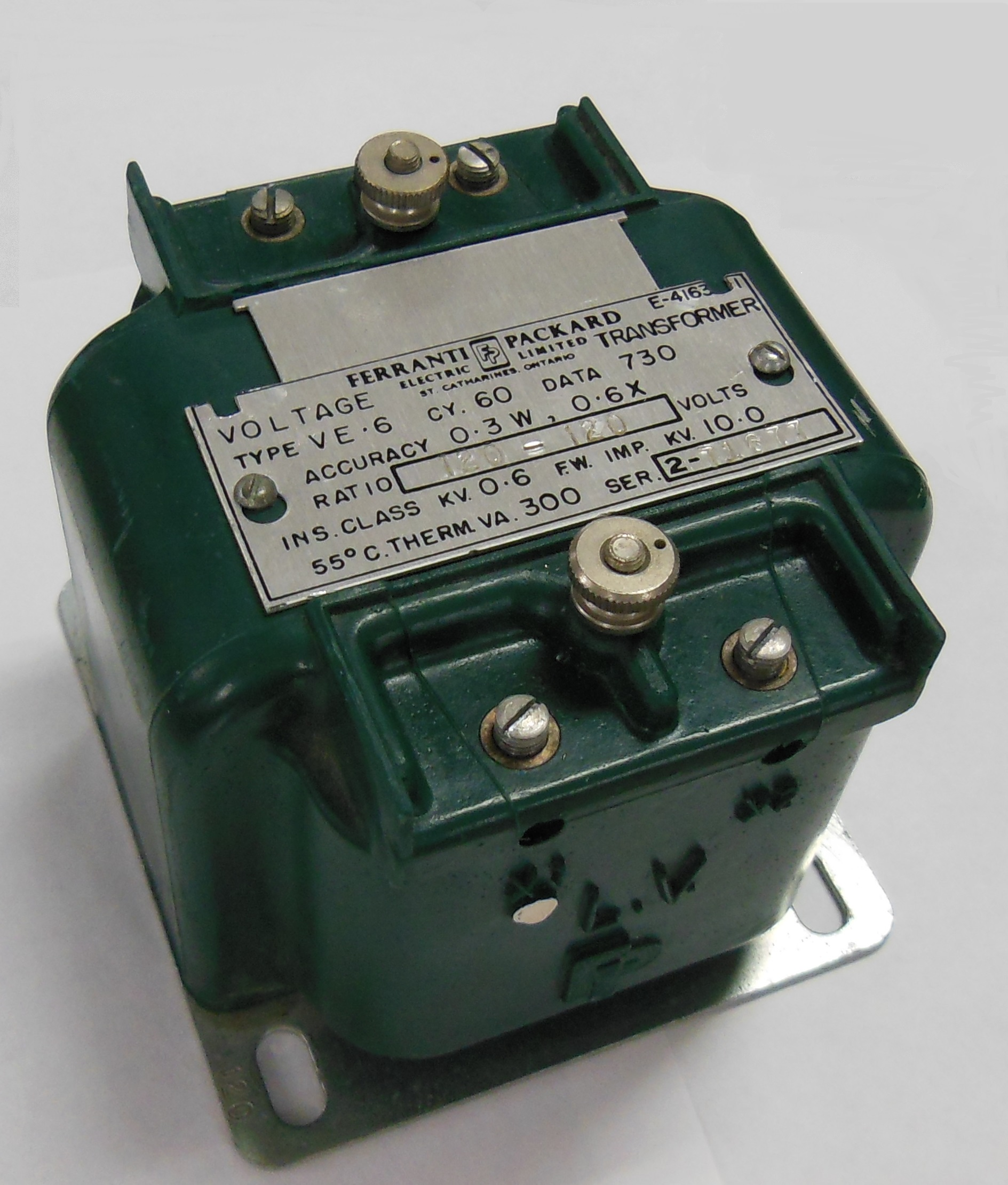
두 극성 표시 규칙을 보여주는 120:120 계기용 절연 변압기

계기용 변압기(voltage transformer, VT, potential transformers, PT)는 병렬 연결된 유형의 계기용 변성기이다. 이는 측정 중인 공급 장치에 무시할 수 있는 부하를 제공하고 정확한 2차 연결 측정을 가능하게 하는 정확한 전압 비율과 위상 관계를 갖도록 설계되었다.

## 비율
PT는 일반적으로 1차에서 2차까지의 전압 비율로 설명된다. 600:120 PT는 1차 권선에 600V가 인가될 때 120V의 출력 전압을 제공한다. 표준 2차 전압 정격은 120V 및 70V이며 표준 측정 장비와 호환된다.